# Zinifex

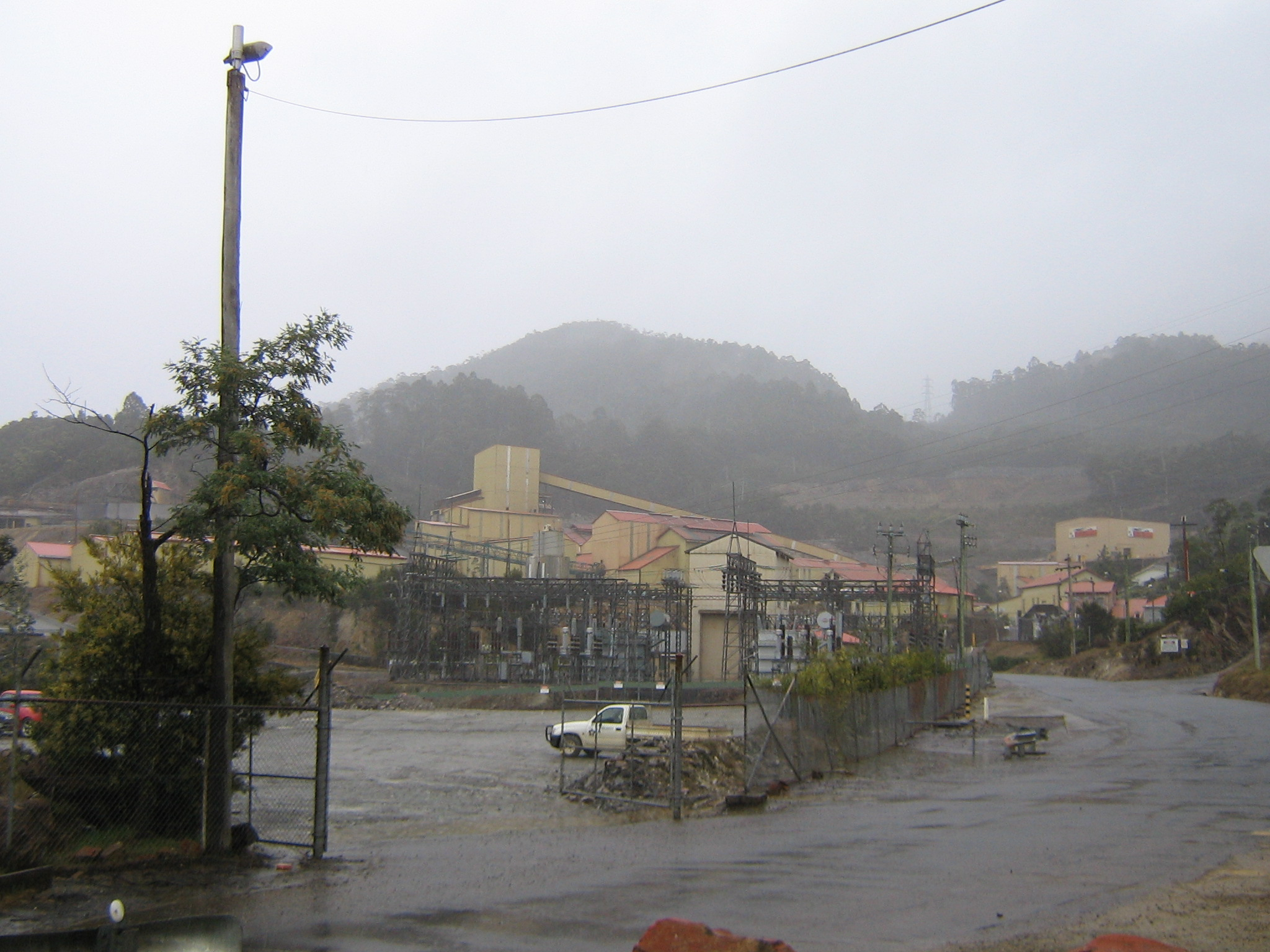
Roseberry Mine, een onderdeel van Zinifex

Zinifex is een Australisch concern dat actief is in de mijnbouw van metaalertsen en de verwerking daarvan. Het hoofdkantoor bevindt zich in Melbourne.
Zinifex ontstond in 2004, nadat een voorganger, Pasminco, in 2002 failliet was gegaan, maar de prijzen van het metaal Zink weer aantrokken.
Het bedrijf is eigenaar van de Century-mijn in Australië, en de Rosebery-mijn in Tasmanië. Behalve zink, wordt uit de ertsen ook koper, zilver, goud, en lood gewonnen, alsmede nikkel en restmetalen.
De Century-mijn heeft als voordeel dat de ertsen weinig vaste afvalstoffen opleveren. Deze zal echter in 2015 uitgeput zijn.
In 2007 was Zinifex verantwoordelijk voor 5,9% van de wereldzinkproductie, en was daarmee de derde zinkproducent in de wereld. De zinksmelters van het bedrijf fuseerden in dit jaar met die van Umicore tot het bedrijf Nyrstar.
Zinifex is eigenaar van onder meer de Budelse zinkfabriek.